# Мечеть-медресе
Мечеть Медресе (азерб. Mədrəsə məscid) —  медресе и мечеть XV века, расположенная в исторической части города Баку, Ичери-шехере.

## История
Этот памятник, действовавший прежде всего как мечеть-медресе в средние века, является одним из помещений сохранившихся до наших дней Мечети Джаме в Ичери Шехер. Мечеть Медресе была построена в XV веке при дворе Джума мечети в целях образования. В связи с расширением улицы Асаф Зейналлы и строительством дорог в середине XIX века были разрушены помещения Джума мечети, и одно из сохранившихся помещений использовалось в качестве медресе. 
Строительство мечети характерно для Ширван-Апшеронской архитектурной школы. Мечеть находится под наблюдением Государственного историко-архитектурного заповедника Ичери-Шехер.

## Галерея

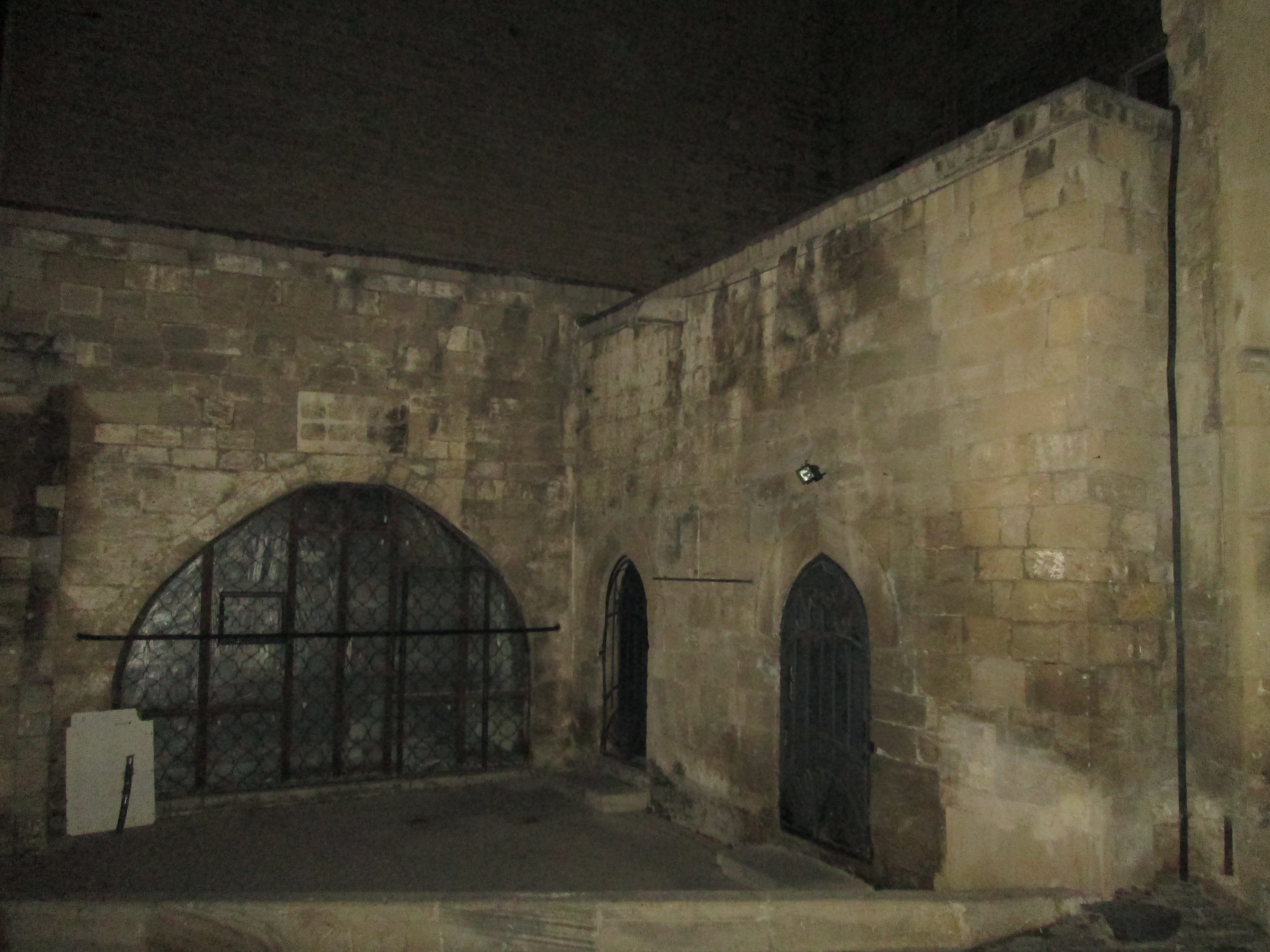
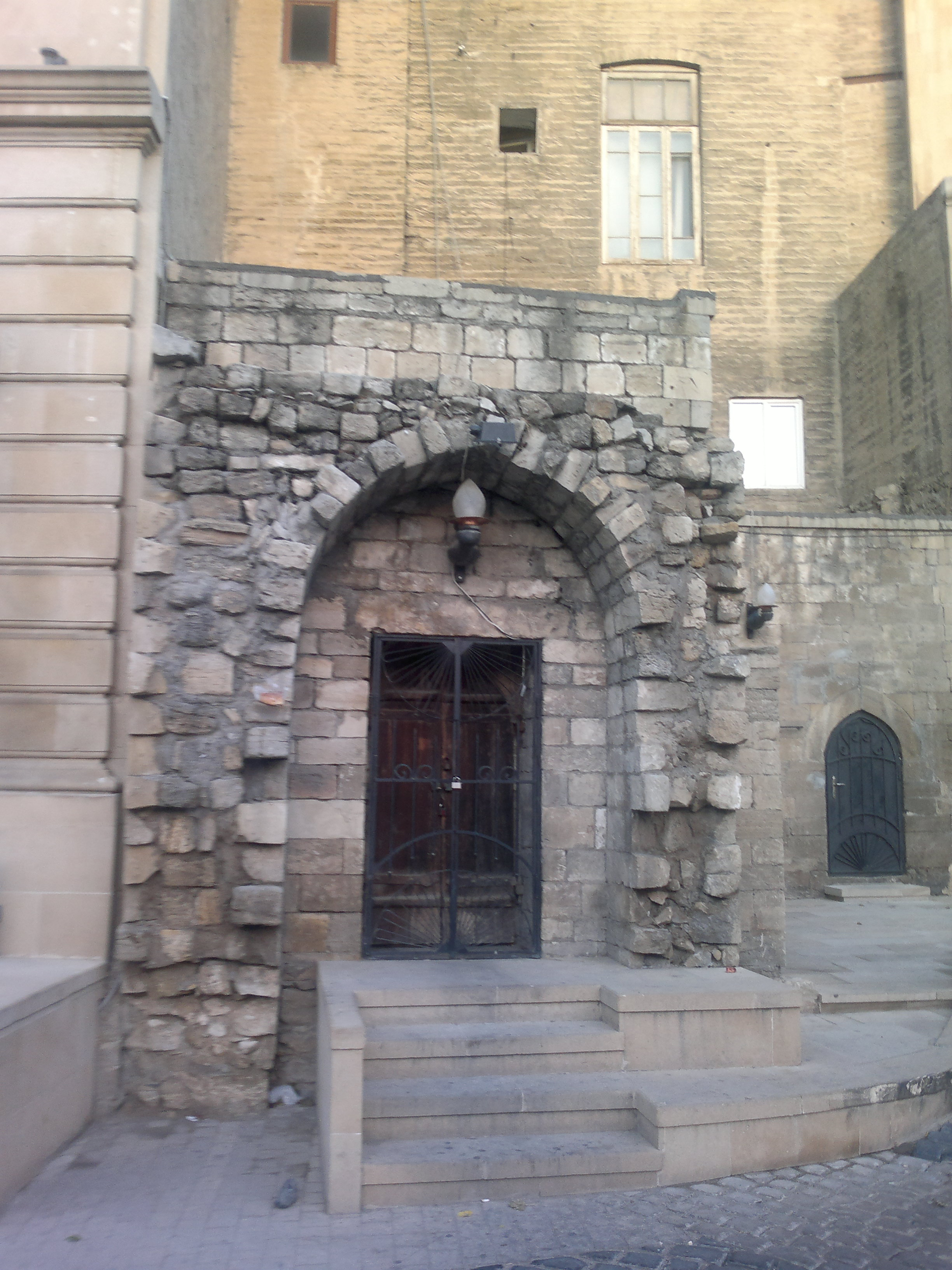
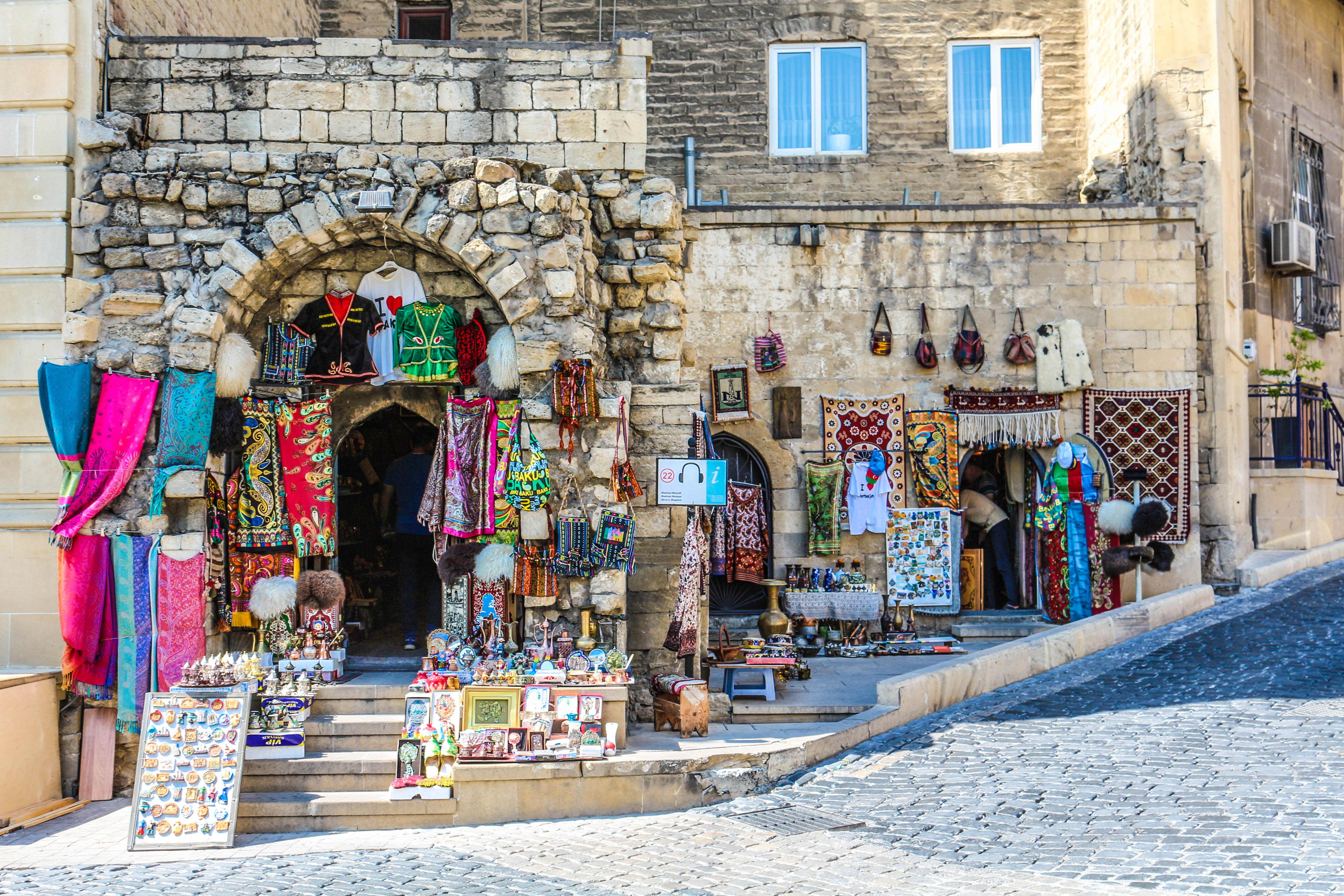